# Kempanadodderi, Tumkur
Kempanadodderi là một làng thuộc tehsil Tumkur, huyện Tumkur, bang Karnataka, Ấn Độ.